# HP-35
Pour les articles homonymes, voir HP35.

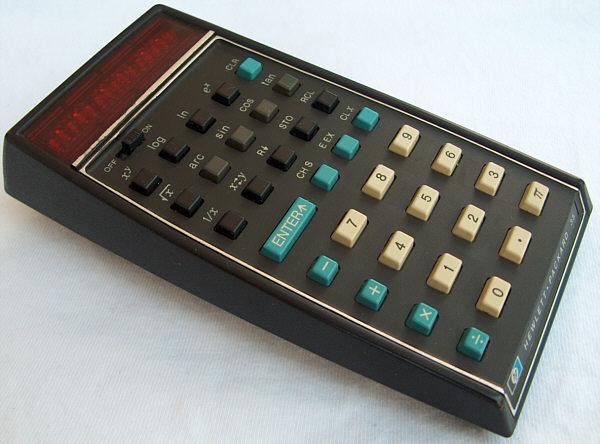
HP-35

Commercialisée en janvier 1972 par Hewlett-Packard, la HP-35 est la première calculatrice scientifique qui devient célèbre sous le nom de « règle à calcul électronique ».

## Caractéristiques
La HP-35 est la première calculatrice de poche de Hewlett-Packard. Et, alors que la plupart des calculatrices de l'époque, y compris les modèles chers de bureau, avaient seulement les quatre opérations, la HP-35 est la première calculatrice de poche « scientifique », munie des fonctions trigonométriques et fonctions transcendantes.  Elle utilisait la notation polonaise inversée (RPN).
Elle fonctionne avec un système d'affichage à diodes électroluminescentes et est alimentée par trois piles (1,5 V) ou batteries de type AA/LR 6 (avec chargeur secteur fourni).
Les fonctions mathématiques (trigonométrie, exponentielles) étaient calculées grâce à une adaptation de l'algorithme CORDIC proposée par John Stephen Walther, de Hewlett Packard. Le numéro 35 venait, selon Clifford Pickover, du fait qu'elle possédait 35 touches.
En l'espace de trois ans, malgré son prix de 395 $ , elle fut vendue à 300 000 exemplaires,.
En 1972 la HP-35 coûtait, à peu près, la moitié du salaire mensuel d'un enseignant : il était donc hors de question de les mettre sans protection à disposition d'un public d'étudiants, c'est pourquoi HP vendait un « socle » destiné à accueillir ses machines.